# Атанас Манолов
Атанас Манолов (23 юни 1933 – 1 септември 2019), наричан по прякор Малкия орел, е български футболист, защитник. Част от големия отбор на Спартак (Пловдив) от 50-те и 60-те години на ХХ век. Една от клубните легенди на „гладиаторите“.
Атанас Манолов е по-малък брат на Иван Манолов – Големия орел, който също е изявен футболист в средата на XX век. Синът му Красимир Манолов играе като нападател през 70-те и 80-те години на ХХ век, а впоследствие дълги години работи като треньор.

## Биография
Манолов е юноша на Ботев (Пловдив), но по време на цялата си кариера в мъжкия футбол играе за Спартак (Пловдив). Един от лидерите на тима, който в средата на ХХ век е сред най-добрите в България. Рекордьор по изиграни мачове за клуба в А група – 303 мача, в които успява да отбележи 12 гола.
Със Спартак печели титлата в първенството през 1962/63, a през 1961/62 е вицешампион. Освен това е носител на националната купа през 1958, както и финалист в турнира през 1955 и 1959.
През есента на 1963 г. играе в четирите мача на Спартак от Купата на европейските шампиони. Прекратява кариерата си през 1967 г., когато отборът е обединен с Ботев (Пловдив).

## Успехи
- А група:
  -  Шампион: 1962/63

- Национална купа:
  -  Носител: 1958